# Franjo Majetić
Franjo Majetić (Zagreb, 26. veljače 1923. – Varaždin, 29. studenog 1991.) je bio hrvatski kazališni, televizijski i filmski glumac.

## Životopis
Glumu je započeo u Varaždinu. Nastupao je u većini hrvatskih kazališta. Najveće uspjehe je postigao ulogama Ardonjaka u Čarugi i Franje Šafraneka u komediji Kreše Golika Tko pjeva zlo ne misli. Osim dramskih uloga, glumio je i u djelima Shakespearea, Goldonija, Držića, Tituša Brezovačkog i drugih.
Umro je u Varaždinu i pokopan na Gradskom groblju Varaždin.

## Filmografija

### Televizijske uloge
- "Ptice nebeske" (1989.)
- "Dosije" (1986.)
- "Ne daj se, Floki!" kao Franjo (1985.)
- "Inspektor Vinko" kao predsjednik (1984. – 1985.)
- "Lažeš, Melita" (1984.)
- "Kiklop" kao gospodin doktor (1983.)
- "Nepokoreni grad" (1982.)
- "Smogovci" (1982.)
- "Jelenko" (1980.)
- "Anno domini 1573" kao gladni glumac (1979.)
- "Mačak pod šljemom" (1978.)
- "Punom parom" kao šef računovodstva Špiro (1978.)
- "Čast mi je pozvati vas" kao Franjo (1977.)
- "Gruntovčani" kao Đuro Mikulec-Besni (1975.)

### Filmske uloge
- "Leo i Brigita" kao Žganec (1989.)
- "Mlada sila" (1988.)
- "Terevenka" kao Viskočin (1987.)
- "Kraljeva završnica" (1987.)
- "San o ruži" kao susjed (1986.)
- "Nitko se neće smijati" kao predsjednik kućnog savjeta (1985.)
- "Put u raj" kao barun Silvestar (1985.)
- "Ljubavna pisma s predumišljajem" kao susjed (1985.)
- "Treći ključ" (1983.)
- "Ne" kao Dragec (1983.)
- "Sustanar" (1982.)
- "Vlakom prema jugu" kao susjed Biškup (1981.)
- "God" (1980.)
- "Jegulje putuju u Sargaško more" (1979.)
- "Liberanovi" (1979.)
- "Trofej" kao Ivan Ruždić (1978.)
- "Ljubav jedne uniforme" (1979.)
- "Slučaj Filipa Franjića" (1978.)
- "Ljubica" kao gost u restoranu #2 (1978.)
- "Pred odlazak" (1978.)
- "Znanstveno dopisivanje" (1978.)
- "Akcija stadion" kao stric Luka (1977.)
- "Seljačka buna 1573" kao gladni glumac (1975.)
- "Kuća" kao majstor Franc (1975.)
- "Tena" (1975.)
- "Pravednik" (1974.)
- "Živjeti od ljubavi" kao doktor (1973.)
- "Auto trubi, mi smo rodoljubi" kao Francek (1972.)
- "Luda kuća" kao Vatroslav Šuković (1972.)
- "Kipić" (1972.)
- "Lov na jelene" kao Brico (1972.)
- "Poslijepodne jednog fazana" kao trkač (1972.)
- "Tko pjeva zlo ne misli" kao Franjo Šafranek (1970.)

## Vanjske poveznice
- www.yugopapir.com – Franjo Majetić: Bosonogi partizan postao gospon Šafranek (razgovor s Darkom Zubčevićem [1. dio], Studio 1985.)
- www.yugopapir.com – Franjo Majetić: Bosonogi partizan postao gospon Šafranek (razgovor s Darkom Zubčevićem [2. dio], Studio 1985.)
- Franjo Majetić u internetskoj bazi filmova IMDb-u (engl.)